# Toxoproctis willotti
Toxoproctis willotti är en fjärilsart som beskrevs av Holloway 1999. Toxoproctis willotti ingår i släktet Toxoproctis och familjen tofsspinnare. Inga underarter finns listade i Catalogue of Life.